# Club Mendoza de Regatas
El Club Mendoza de Regatas es una institución deportiva de la ciudad de Mendoza, en la Provincia de Mendoza, Argentina. Está ubicada en el Parque General San Martín de dicha ciudad. 
Fundada el 17 de noviembre de 1909 por Emilio Civit, es la institución pionera en remo en el Oeste argentino. Mendoza es una zona con ríos correntosos y no disponía en ese tiempo de lagos que permitieran la práctica de ese deporte, por lo que en el Parque General San Martín se realizó un lago artificial que permite competencias de remo en una distancia de 700 metros.

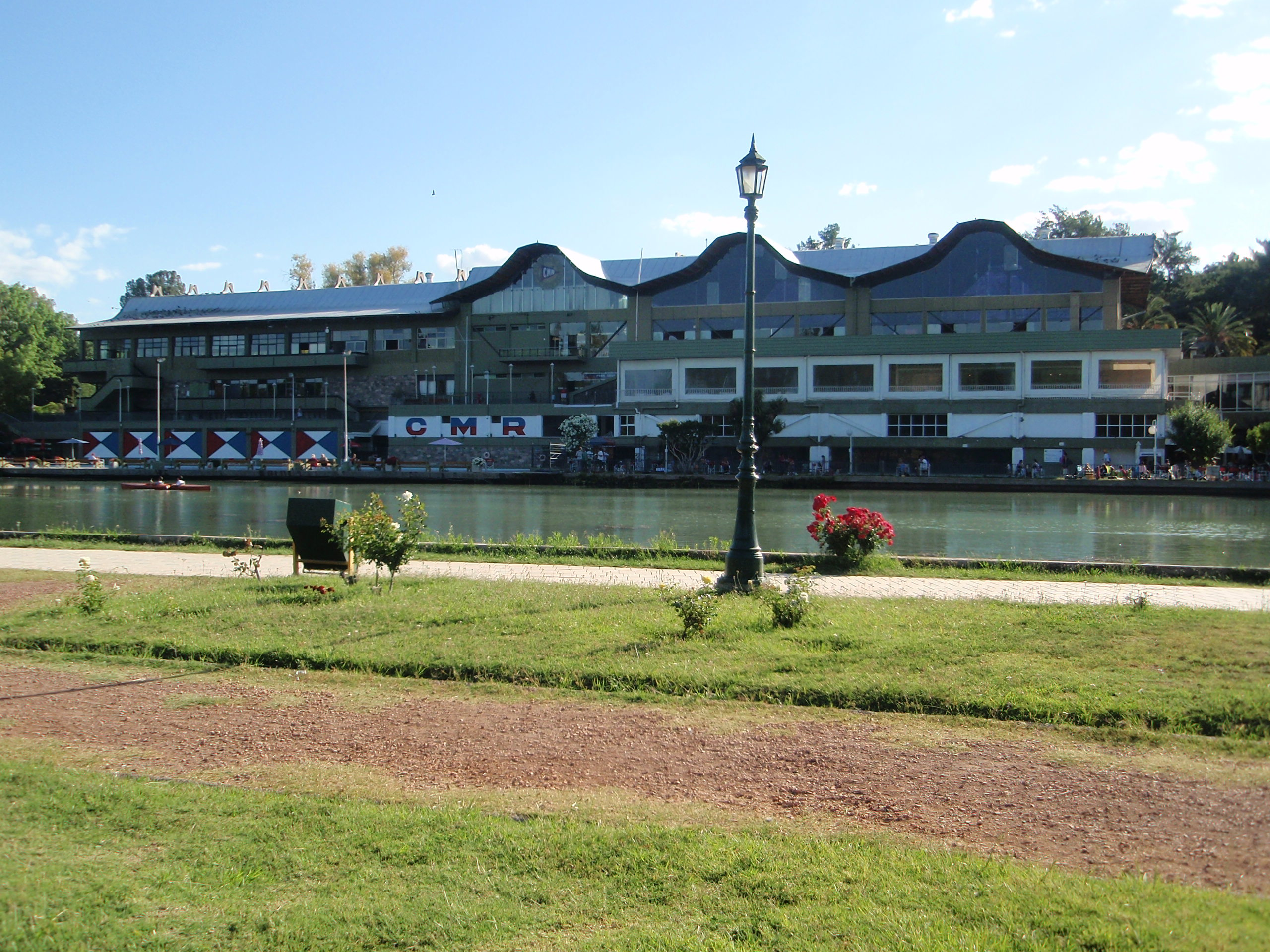
Club Mendoza de Regatas

Sus primeros socios fueron ingleses del ferrocarril BAP (Buenos Aires al Pacífico) pero pronto se sumó la población de la provincia para la práctica del remo, la natación y nuevos deportes: básquetbol (1928), tenis y esgrima (1934) y posteriormente tenis de mesa, balonvolea, judo, gimnasia deportiva y otros deportes.
Algunos de sus deportistas se destacaron a nivel internacional, como lo fue el caso de quienes ganaron, en un cuatro largos sin timonel, el título panamericano de la especialidad. 
La nadadora Florencia Szigeti participó en los Juegos Olímpicos de Sídney 2000 y en los de Atenas 2004, obtuvo medalla de plata en el Panamericano de Santo Domingo y entró en la final de 100 libre en el Mundial de China 2005.
En remo, a sus títulos anteriores sumó en 2011 y 2012 trece medallas de oro en el Campeonato Argentino de Remo (2011), las dos copas de la Regata Internacional de Curauma (Chile, 2012) y

## Historia
La historia del Club Mendoza de Regatas comienza el 17 de noviembre de 1909, cuando fue fundado por el ilustre hombre público Don Emilio Civit.
Dos salones con piso de tierra, sanitarios, las legendarias tribunas de hormigón armado, las terrazas colgantes y otros dos ámbitos que servían como gimnasio, cantina y vivienda, conformaron, en ese entonces, su riqueza edilicia.
Desde entonces, REGATAS se fue desarrollando y convirtiéndose en la principal institución deportiva de la Provincia. Poco tiempo después comenzó a llegar desde Europa, el acero y el cemento en enormes cantidades. Los primeros socios fueron ingleses del ferrocarril BAP (Buenos Aires al Pacífico) y la cuota de ingreso, cinco pesos. El total de socios, 30.
En aquellos tiempos, REGATAS era lejano, aislado. Había que llegar hasta los portones del Parque en tranvía y desde allí, a pie. Hubo un break tirado por caballos con capacidad para diez pasajeros. Luego se contó con un Ford abierto, sin carrocería, con asientos transversales y con capacidad para 25 socios. Después se utilizó un colectivo y, finalmente, el popular Leyland. Hoy se cuenta con un servicio de traslado con dos recorridos.
En 1928 se iniciaron las prácticas del Básquetbol sobre un piso ripioso, demarcado al oeste del Prado Español. En 1934 se sumaron el Tenis y la Esgrima al Básquetbol el Remo y la Natación. REGATAS contaba con 589 socios.

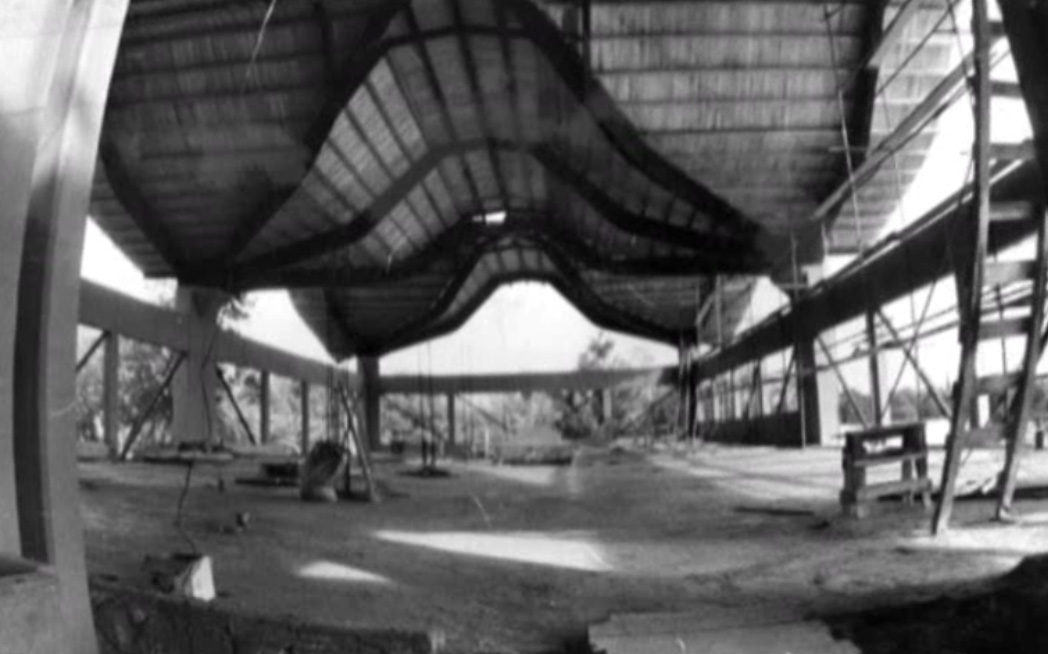
Los Inicios del Club

El Club Mendoza de Regatas es, en la actualidad, la institución Deportiva y Social de mayor envergadura y proyección en Mendoza. Su prestigio sobrepasa los límites de nuestra provincia, para alcanzar ribetes a nivel nacional e internacional. Su impecable trayectoria, a todas luces brillante, ha estado signada y apuntalada por el tesón y la entrega sin límite de muchos socios que, con cariño y trabajo, la fueron engrandeciendo hasta alcanzar los magníficos perfiles que hoy lo distinguen como al Club que más actividades le ofrece al socio.
REGATAS posee una rica y sugestiva historia, un presente indiscutiblemente sólido y, seguramente, un promisorio futuro de ilimitadas perspectivas, en busca de este nuevo milenio.
Desde la modesta estructura inicial, hasta las magníficas instalaciones que enorgullecen a todos los habitantes de la Provincia, han transcurrido más de 99 años. Tiempo en que se construyeron las primeras canchas de Básquetbol y de Tenis, y se fueron creando las condiciones para darse, desde 1971, el primer paso de la gran transformación de nuestra era. Se construyeron, con gran esfuerzo societario (durante varios años los socios, además de la cuota normal, tuvieron extra, una igual para estas obras), el Gimnasio “Emilio Civit”, el Comedor y la Pileta de Natación, de 50 metros y, en 1976, quedaron inauguradas las flamantes canchas de Pelota a Paleta, Pelota a Mano y el Natatorio cubierto.
En 1984 se sumaron el Gimnasio N.º 4 (para todas las gimnasias y actividades no federativas) y el Cuerpo Central del edificio; cinco niveles que amalgamaron el hall de Entrada, varios complejos sanitarios, vestuarios, oficinas, la Sala Presidencial y, en 1996, el moderno Gimnasio para la práctica de la Gimnasia Artística, con todos los últimos elementos que componen esta excelente disciplina deportiva. Además, dentro del plan de obras permanente, tendientes a completar y optimizar la sede, se agregaron vestuarios y baños para damas, Baños Turcos, Sauna, así como también numerosas obras menores, pero de real importancia. Así, REGATAS adquirió su actual e impresionante fisonomía, donde modernizó diversos sectores, entre los cuales está la Biblioteca, Coordinación Deportiva y la remodelación de la Pileta cubierta.
Son 37 las ramas que conforman el espectro deportivo, recreativo y social. Se dictan once clases de gimnasias, en la que el gran protagonista es la mujer. Además, ofrece un abanico de servicios como peluquería para damas y caballeros, consultorio Médico, kinesiólogo, podología, jardín deportivo, campin, restaurante, boutique deportiva, la revista “Regatas”, etc.

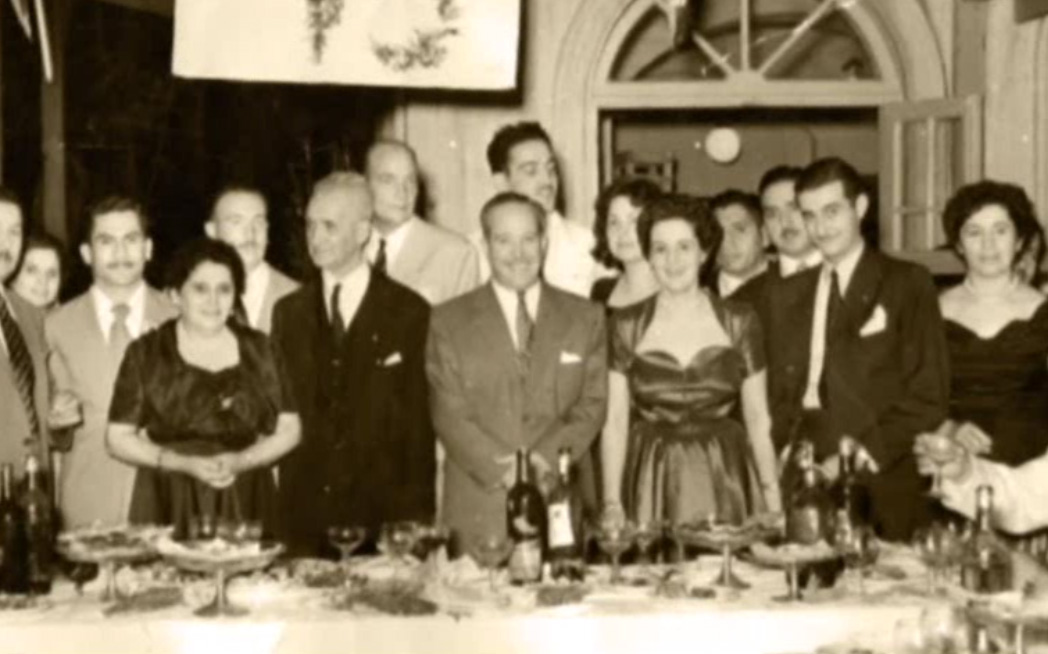
El principio de nuestra Historia

A orillas del embalse de El Carrizal, se levantó la subsede Náutica sobre las diez hectáreas que fueron adjudicadas en 1983; y, en Vallecitos, fue erigido el refugio Andino. Se encuentra ubicado al pie del Cordón del Plata, a 3000 metros de altura sobre el nivel del mar. Este refugio andino, bien equipado, es base para actividades esquísticas y de escalada a grandes picos de esa zona de incomparable belleza natural. El terreno de esta Sub Sede, es de un poco más de 2 Hectáreas. Este cóctel de belleza ambiental más un lugar donde el socio pueda cobijarse, será todo lo que necesita para sentirse bien en medio de la nieve, el aire puro y la pureza de la montaña.
Ya están adquiriendo perfiles definitivos las obras básicas de nuestra tercera Subsede, sobre un terreno de más de 3 hectáreas, ubicado en la zona de Luzuriaga, Departamento de Maipú (terrenos de la ex Bodega Tupungato), a solo 8 km del centro de la Capital, y rodeado de dinámicos accesos viales. Este predio, al oeste tiene un lago de más de 450 m de extensión y 22 000 m² de superficie, con canchas de tenis, natatorio de imponentes dimensiones, etc., todo esto, en medio de un flamante emprendimiento urbano, “El Torreón”, todo rodeado de un paisaje de ensueño y una incomparable postal que ofrece la vista hacia el Cordón del Plata.

## Autoridades
| Cargo                        | Nombre                    |
| Presidente                   | Dr. Jorge Aguirre Toum    |
| Vicepresidente               | Dr. Hugo Luján            |
| Capitán                      | Dr. Juan José Archúa      |
| Sub Capitán                  | Ing. Alejandro Manchón    |
| Secretario                   | Lic. Carlos E. Aranda     |
| Prosecretaria                | Sra. Marta Bunader        |
| Tesorero                     | Cdor. Rodolfo Sícoli      |
| Protesorera                  | Sra. Leticia Flores       |
| Vocal Titular                | Dr. Carlos Berra          |
| Vocal Titular                | Ing. Fernando Jadur       |
| Vocal Titular                | Dr. Orlando Farruggia     |
| Vocal Titular                | Cont. Carlos Berra        |
| Vocal Titular                | Dr. Leandro Marcerou      |
| Vocal Titular                | Sr. Esteban H. Astorga    |
| Vocales Suplentes            | Sr. Luis Alberto Parra    |
| Vocales Suplentes            | Sr. Luis Soler            |
| Vocales Suplentes            | Dra. Noelia Chade         |
| Vocales Suplentes            | Cont. Carlos Bietti       |
| Vocales Suplentes            | Cont. Viviana Arena       |
| Vocales Suplentes            | Sr. Agustín Gulle         |
| Vocales Suplentes            | Sr. Enzo Fabrizi          |
| Vocales Suplentes            | Sra. Graciela Fontana     |
| Vocales Suplentes            | Sr. Luciano Brigante      |
| Vocales Suplentes            | Dr. Daniel De Lucía       |
| Comisión Revisora de Cuentas |                           |
| Titulares                    | Dr. Germán Dueñas Ramia   |
| Titulares                    | Dr. Yamil Hiadad          |
| Titulares                    | Mba. Ing. Fabián Aleo     |
| Suplentes                    | Sra. Graciela Rufino      |
| Suplentes                    | Sr. José E. Ramis         |
| Suplentes                    | Lic. Carlos Edgardo Villa |

## Sedes
El constante crecimiento de la masa societaria del club nos obliga a mirar hacia adelante y a trabajar en función de ello generando más y mejores servicios para todos.

### El Torreón
En nuestra Sede del Parque Gral. San Martín ya no podemos crecer más y en la Subsede de El Carrizal solo tiene sentido mejorar lo existente y hacer foco en deportes náuticos, es por ello que quisimos aprovechar la propuesta del grupo inversor español SALVAGO y sumarnos al proyecto urbanístico integral de mayor envergadura en la Provincia al aceptar la cesión de más de 3 Hectáreas de terreno en el corazón de la mancha urbana del Gran Mendoza y a solo 8 km de nuestra Sede Central.
Este emprendimiento contará con espacios públicos y un importante desarrollo comercial, educativo y cultural, además de un lago de 22.500 m² donado por SALVAGO al Municipio de Maipú pero con usufructo deportivo exclusivo para el Club Mendoza de Regatas y que no solo beneficiará a TODOS NUESTROS SOCIOS sino también a gran parte de la comunidad de Maipú, Guaymallén, Godoy Cruz y Luján al generar un polo de desarrollo social y deportivo en un área donde viven más de 250.000 mendocinos.
Es de hacer notar que el terreno perteneciente al Club Mendoza de Regatas, se encuentra fuera de lo que es el barrio, con entrada totalmente independiente y separado del barrio El Torreón por el lago artificial y calles de ingreso. Una obra es totalmente independiente de la otra. En total, ocupa 130 hectáreas urbanizadas y parquizadas, en un predio que perteneció a la ex bodega Tupungato, donde precisamente el torreón del establecimiento se convirtió en un símbolo de la época de esplendor de la vitivinicultura mendocina.
El Club Mendoza de Regatas desarrolla un ambicioso proyecto a mediano plazo, buscando adaptarnos a la futura demanda de mejores servicios recreativos y deportivos.

### El Carrizal
Se encuentra ubicada, desde 1983,  a orillas del embalse, en el Distrito Carrizal de Abajo, Departamento de Luján de Cuyo y ocupa 10 Hectáreas enmarcadas por una profusa arboleda y espaciosos prados, trabajados con mucho esfuerzo en inhóspita zona semi-desértica. El Club Mendoza de Regatas posee una de las mejores ubicaciones en el perilago del Dique El Carrizal y es una opción muy agradable para disfrutar en familia, durante y los fines de semana de todo el año.
El predio brinda para los socios visitante
- Proveeduría que brinda además, servicios de comidas con algunos menús variados, pan, tortitas, sopaipillas, bebidas y aguas gaseosas y minerales. Fuera de temporada sábados y domingos, en temporada de martes a domingo.
- Piletas de natación
- Canchas de fútbol, paddle, voleibol, pelota a mano, bochas, crocket
- Quinchos abiertos y cerrados
- Abundante forestación
- Guardería de embarcaciones
- Malacate para subir y bajar embarcaciones
- Rampa
- Deportes náuticos
- Churrasqueras
- Vestuarios
- Complejos Sanitarios
- Mesas y Sillas
- Lugares para instalación de carpas

### Vallecitos
Se encuentra ubicada al pie del Cordón del Plata en el Departamento de Luján de Cuyo, a 3000 metros de altura sobre el nivel del mar. Este refugio andino equipado, es base para actividades esquísticas y de escalada a grandes picos de casi 6000 metros de esa zona de incomparable belleza natural. El terreno de esta Sub Sede, propiedad del Club, es de un poco más de 2 Hectáreas.
Este cóctel de belleza ambiental más un lugar donde el socio pueda cobijarse, será todo lo que el mismo necesita para sentirse bien en medio de la nieve, el aire puro y la pureza, la soledad y el profundo silencio de la montaña. Es un lugar ideal donde el club realiza sus programas regulares de Senderismo y muchos socios lo utilizan para realizar su entrenamiento para subir el Aconcagua.
El Refugio cuenta con los siguientes elementos
- Vajilla de cocina, platos, tenedores, cucharas y cuchillos
- 5 Colchones y sus respectivas almohadas
- Mesa y bancos para comer
- Una cocina con 2 hornallas
- Dos garrafas
- Parrilla para hacer asados en el exterior del mismo
- Sistema de luz por batería del automóvil (solamente utilizable en caso de poder llegar con el vehículo al lado del Refugio)

## Instalaciones
El club cuenta con instalaciones que permiten no sólo la práctica del remo, sino también de la natación, disponiendo de piletas de verano y climatizada (invierno).
Dispone de canchas de tenis, baloncesto (estadio cerrado), y varias canchas subterráneas de pelota a paleta. Cuenta con un gimnasio bien instalado. Es oportuno mencionar que en un sector del club, contando con los subsuelos, la edificación reúne siete niveles.
A su sede original sumó en la década de 1980 otra a orillas del embalse El Carrizal para la práctica náutica y un refugio andino en Vallecitos, al pie del Cordón del Plata, base para la práctica del esquí y escalada.

## Gastronomía
El Club Mendoza de Regatas brinda a sus socios y visitantes, servicios gastronómicos tercerizados por medio de distintos concesionarios contractualmente autorizados y en los siguientes lugares:
- Restaurant y Cafetería “Terrazas del Lago” (Sede Central) para uso de socios y público en general  – TEL. 428 8815 o 428 3438
- Quinchos y churrasqueras (Sede Central) para uso exclusivo de socios y visitantes acompañados de socios – TEL. 428 6937 (Int. 29) o celular 156 65 6539 – Ver abajo modo de reservas.
- Cantina de Tenis (Sede Central) comidas rápidas y bebidas, para uso exclusivo de socios y visitantes deportivos.
- Planchada Norte (Sede Central) comidas rápidas y bebidas para uso exclusivo de socios y visitantes deportivos – TEL. 156 65 6539
- Quiosco Natación (Sede Central) comidas rápidas, bebidas, golosinas para uso de socios y visitantes deportivos.
- Sub Sede Carrizal – Proveeduría con servicio de comidas rápidas y bebidas, para uso de socios y visitantes acompañados de socios o visitantes deportivos – TEL. 154 68 2640 – Ver modo de reservas

## Actividades Adultos

### Deportes
- Ajedrez
- Box
- Judo
- Karate
- Taekwon-Do
- Aikido
- Natación
- Navegación a Vela
- MaxiVoleball Femenino
- Remo
- Tenis
- Tenis de Mesa
- Triatlón
- Treeking
- Balonmano
- Fútbol de salón

### Gimnasias
- Actividad Física
- Aeróbica
- Pilates
- Aeróbica Localizada
- Aerosalsa
- Ritmo Fusión
- Gimnasia Mixta
- Intensive Local
- Aeróbica Modeladora
- Actividad Física para la Salud

### Danzas y Actividades Socioculturales
- Coro
- Flamenco
- Folklore
- Tango
- Danza Musical
- Teatro
- Danza Árabe

## Actividades Menores

### Actividades Deportivas
- Ajedrez
- Basquetball
- Desarrollo Motor
- Fútbol de Salón
- Iniciación a la Danza
- Balonmano
- Judo
- Karate
- Taekwon-Do
- Natación
- Navegación a Vela
- Pelota a Mano
- Remo
- Tenis
- Tenis de Mesa
- Voleiball

### Actividades Recreativas
- Biblioteca
- Jardín Deportivo

## Subcomisión de Damas
Es la rama social del Club, más comprometida con la comunidad mendocina, la misma está integrada por un nutrido grupo de entusiastas damas/socias que en forma silenciosa pero efectiva llevan su ayuda a los más necesitados. Además ponen con la belleza y la innata delicadeza femenina, un toque de simpatía en cada uno de los eventos sociales y culturales que organizan, bendiciendo con sus manos y presencia una innegable cuota de amor y solidaridad.

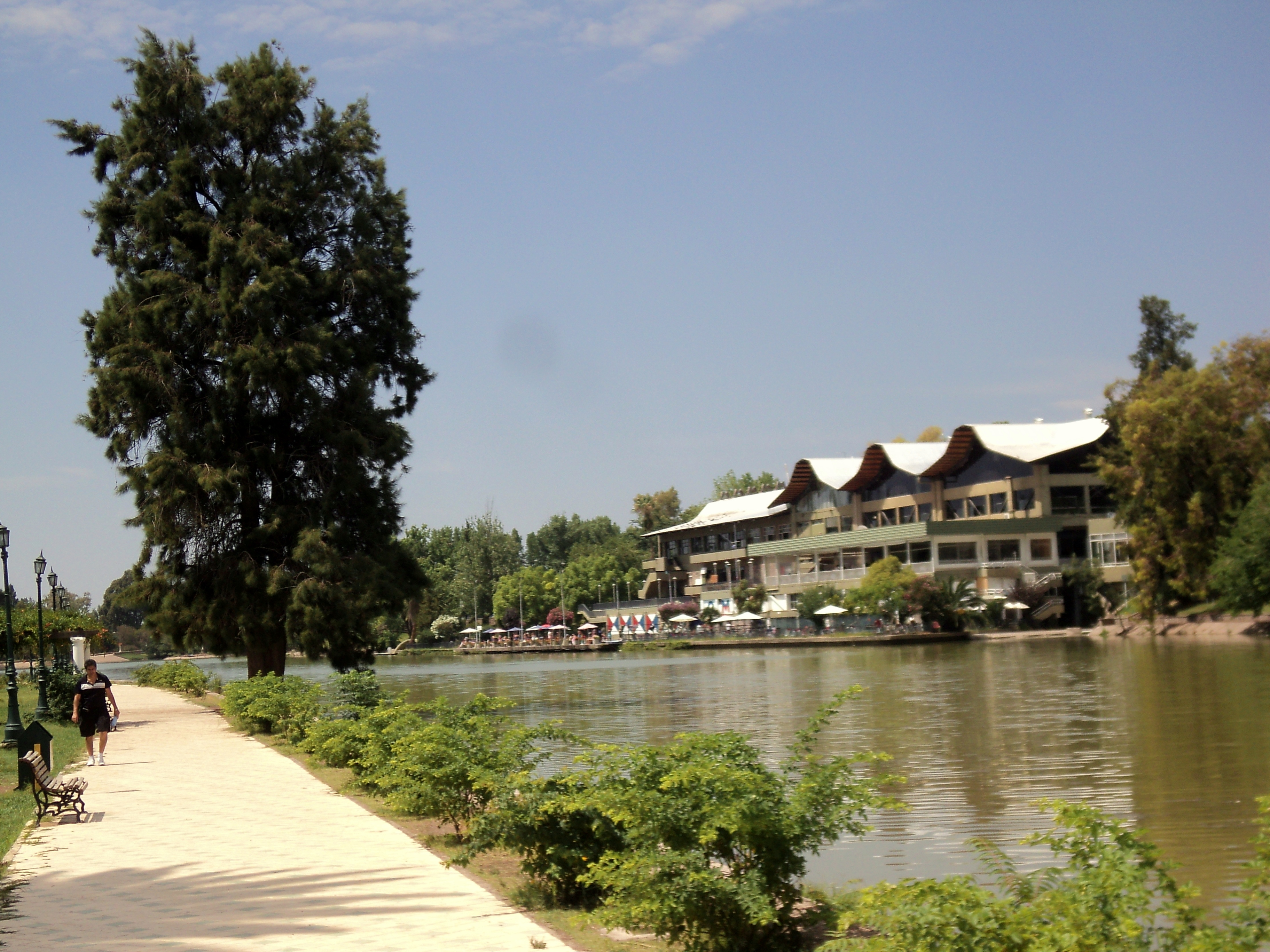
El club desde el lago

La Escuela “Antonio Moyano” del Distrito El Carrizal de Abajo (Luján de Cuyo), está apadrinada por el Club Mendoza de Regatas, recibe periódicamente donaciones para sus alumnos consistente en zapatillas, ropa, comida, juguetes, material didáctico, etc.
Asimismo, barrios periféricos de la Ciudad, el Hogar de Ancianos Santa Marta también se vieron favorecidos por la presencia de la mujer que deja con mucho amor su ayuda especialmente basada en productos lácteos para los niños de allí, tendiendo con esta desinteresada ayuda a fortalecer el complemento alimentario para quienes serán los hombres y potenciales dirigentes del mañana. También los respetables abuelos del Hogar, vivieron momentos gratos con la presencia de ellas, nuestras mujeres.
Este grupo de damas, tiene también a su cargo la ornamentación de la sede para los distintos eventos sociales que a lo largo del año se realizan.
Especial atención merecen también por la organización desde hace ya más de 20 años del Certamen Literario, tendiente a acrecentar entre los socios su interés y participación en el medio de las letras.
Como vemos, la presencia y participación activa de la mujer en las actividades deportivas y comunitarias son objetivos concretos y reales aprobados y potenciados por parte de la dirigencia del Club. Toda esta silenciosa pero efectiva labor que realiza este grupo de damas cuyanas en forma totalmene desinteresada y solidaria, se vuelve en ayuda para jóvenes y adultos de nuestra querida Mendoza.